# Ахариевые
Ахариевые (лат. Achariaceae) — семейство цветковых растений порядка Мальпигиецветные (Malpighiales). Ахариевые — растения пантропического распространения; к семейству относятся около тридцати родов, объединяющих примерно 430 видов.

## Классификация

### История классификации
Ранее семейство состояло из шести видов в трёх родах — трав и кустарников, эндемиков Южной Африки. Таксономическая система APG II (2003) значительно расширила состав семейства, включив многие роды растений, прежде отнесённых к семейству Флакуртиевые (Flacourtiaceae).
Несмотря на то, что семейство включено в порядок Мальпигиецветные, эмбриологические данные показывают сходство ахариевых с представителями порядков Тыквоцветные (Cucurbitales) и Капустоцветные (Brassicales).
| |  |
| Слева: Пангиум съедобный (Pangium edule). Ботаническая иллюстрация из книги Франсиско Мануэля Бланко Flora de Filipinas, 1880—1883 Справа: Xylotheca kraussiana. Ботаническая иллюстрация южноафриканской художницы Барбары Пайк (Barbara Pike) |  |

### Роды
Согласно базе данных The Plant List семейство включает в себя 28 родов:
- Acharia Thunb. — Ахария
- Baileyoxylon C.T.White — Бейлиоксилон
- Buchnerodendron Gurke
- Caloncoba Gilg — Калонкоба
- Camptostylus Gilg
- Carpotroche Endl.
- Ceratiosicyos Nees
- Chiangiodendron T.Wendt
- Chlorocarpa Alston
- Dasylepis Oliv. — Дазилепис
- Dendrostigma Gleason
- Eleutherandra Slooten
- Erythrospermum Thouars — Эритроспермум
- Grandidiera Jaub.
- Guthriea Bolus
- Gynocardia Roxb.
- Hydnocarpus Gaertn. — Гиднокарпус
- Kiggelaria L.
- Lindackeria C.Presl — Линдакерия
- Mayna Aubl.
- Mocquerysia Hua
- Pangium Reinw. — Пангиум
- Peterodendron Sleumer
- Poggea Gurke — Поггея
- Prockiopsis Baill.
- Rawsonia Harv. & Sond.
- Scottellia Oliv.
- Xylotheca Hochst. — Ксилотека